# Conny Ferm
Sven Conny Helgesson Ferm, gift 
Ferm, född 21 september 1952, är en framstående svensk karateutövare och -instruktör inom stilen Gōjū-ryū, där han inom organisationen Goju Kai har graden 7:e dan samt innehar titeln shihan. Ferm har representerat Sverige på EM och VM i disciplinen kata. 

## Kampsportskarriär
Ferm började träna karate på 1970-talet, och hans viktigaste instruktör har varit Ingo de Jong. Han har dessutom vid ett flertal tillfällen besökt Japan och tränat för organisationens ledare Goshi Yamaguchi. Han var själv tränare för svenska landslaget i kata mellan 1993 och 2003 och är fd internationell karatedomare.
Ferm är huvudinstruktör för karateklubben Goju Kai Seinan Karateklubb, som år 2005 firade 20-årsjubileum. 

## Utmärkelser
År 2005 tilldelade Svenska Budo & Kampsportsförbundet honom utmärkelsen Årets Idrottsledare 2005.